# Northrop Grumman Corporation
La Northrop Grumman Corporation è una società conglomerata (multinazionale) statunitense nel campo aerospaziale e della difesa, risultata dall'unione avvenuta nel 1994 fra Northrop e Grumman. Si sono aggiunte più tardi altre grandi società con l'acquisizione della Westinghouse Electronic Systems Group, Logicon, Teledyne Ryan, Litton (Ingalls, Avondale), Newport News, e TRW (senza LucasVarity). Dal 2019 l'attuale amministratore delegato è Kathy J. Warden succeduta a Ronald Sugar, eletto dal consiglio d'amministrazione il 19 febbraio 2003, ed entrato in carica il 1º aprile successivo, succedendo a Kent Kresa.

## Descrizione
I prodotti più noti del complesso industriale militare Northrop Grumman Corp. sono il RQ-4 Global Hawk "Unmanned Aerial Vehicle" (UAV), l'aereo da caccia imbarcato F-14 Tomcat, e il bombardiere strategico B-2 Spirit.
Fino al 2004, la Northrop Grumman Corp. aveva più di 125.000 impiegati che lavoravano in centinaia di fabbriche negli Stati Uniti e all'estero, con un bilancio annuale di 29.9 miliardi di dollari americani. Nel 2004 venne posta al 58º posto nella lista del mensile "Fortune" delle prime 500 compagnie industriali americane. La compagnia è anche la terza fra i più grandi fornitori al mondo di prodotti militari. 
Nata per fronteggiare l'esigenza di investire nella difesa militare come conseguenza della guerra fredda, la Northrop Grumman Corp. continua ad essere concentrata in modo primario sui servizi militari e sui clienti governativi, le cui spese vengono decise dal congresso dei senatori e dei rappresentanti degli Stati Uniti. La loro strategia di affari ha cominciato a pagare dividendi ai propri azionisti, mentre le prestazioni finanziarie dell'azienda sono migliorate considerevolmente e propongono prodotti progettati dai componenti dalle varie divisioni.

## Divisioni
- Electronic Systems
- Information Technology
- Mission Systems
- Integrated Systems
- Ship Systems
- Space Technology